# SC Magdebourg (handball)
Maillots
Actualités
Dernière mise à jour : 16 juin 2025.
Le SC Magdebourg est le nom de la section handball du Sportclub Magdebourg, club omnisports allemand, basé à Magdebourg. Le club évolue en Bundesliga depuis sa création et fut l'une des plus grandes équipes du championnat d'Allemagne de l'Est jusqu'en 1991.
Si, après la réunification, le club est moins dominant, il a été performant au tournant du siècle puisqu'il a remporté trois compétitions internationales (Coupe de l'EHF (C3) en 2001, Supercoupe d'Europe en 2001 et Ligue des champions (C1) en 2002) et la Bundesliga en 2001. 
La seconde période faste intervient actuellement avec une victoire en Ligue européenne (C3) en 2021, le titre national en 2022 et 2024, trois victoires consécutives en Coupe du monde des clubs entre 2021 (en) et 2023 (en) et surtout deux titres en Ligue des champions en 2023 et 2025.

## Histoire

### Une domination en Allemagne de l'Est
La section de handball du Sportclub Aufbau Magdebourg est fondé le 1er mars 1955. À cette époque, le handball existait à la fois dans sa version à sept et dans sa version à onze et c'est d'ailleurs dans ce format que le club atteint d'abord l'élite, remportant son premier titre lors de la dernière édition du Championnat national (de) en 1967 (de).
En handball à sept, le club accède en Championnat d'Allemagne de l'Est pour la saison 1958-1959. Si les premières saisons du club sont assez prometteuses puisque le club termine systématiquement entre la 3e et la 6e place entre 1959 et 1969, l'équipe doit néanmoins rivaliser avec l'autre club de la ville, le BSG Lokomotive SO Magdebourg (de), qui remporte d'ailleurs le championnat en 1963. En 1965, le club est renommé SC Magdebourg.
Lors de la saison 1969-1970, le club décroche ses deux premiers titres nationaux à sept, le Championnat et la Coupe d'Allemagne de l'Est. La saison 1970-1971 voit ainsi le SC Magdebourg entrer sur la scène européenne en Coupe des clubs champions : après avoir battu les suisses du Grasshopper Club Zurich, puis les néerlendais du HV Sittard, le club s'est incliné en quart de finale face aux yougoslaves du Partizan Bjelovar.
Les résultats du SC Magdebourg restent stables lors des années 1970 où le club finit à chaque fois sur le podium avec deux troisièmes places, six deuxièmes places et un nouveau titre de champion d'Allemagne de l'Est en 1977 où le club fait de nouveau un doublé en remportant sa deuxième Coupe nationale. Lors de la saison 1977-1978, si le club ne termine qu'à la deuxième place en championnat derrière le SC Empor Rostock, il remporte sa troisième Coupe et surtout son premier titre continental, la Coupe des clubs champions au détriment des polonais du WKS Śląsk Wrocław. 
Mais c'est durant les années 1980 que le SC Magdebourg se forge un palmarès important puisqu'il remporte sept fois le Champion d'Allemagne de l'Est dont six fois consécutif entre 1980 et 1985, une nouvelle Coupe des clubs champions en 1981 mais seulement deux Coupes d'Allemagne de l'Est en 1984 et en 1990.
En 1991, le SC Magdebourg remporte la dernière édition de la Oberliga-DDR avant le passage à la Bundesliga, portant son total à dix championnats et cinq coupes remportés
Le dernier titre de Champion d'Allemagne de l'Est du SC Magdebourg fut remporté en 1991, soit la dernière édition de la Oberliga-DDR avant le passage à la Bundesliga.
En tout, le SC Magdebourg fut sacré dix fois Champion d'Allemagne de l'Est et cinq fois vainqueur de la Coupe d'Allemagne de l'Est entre 1970 et 1991.

### En Bundesliga

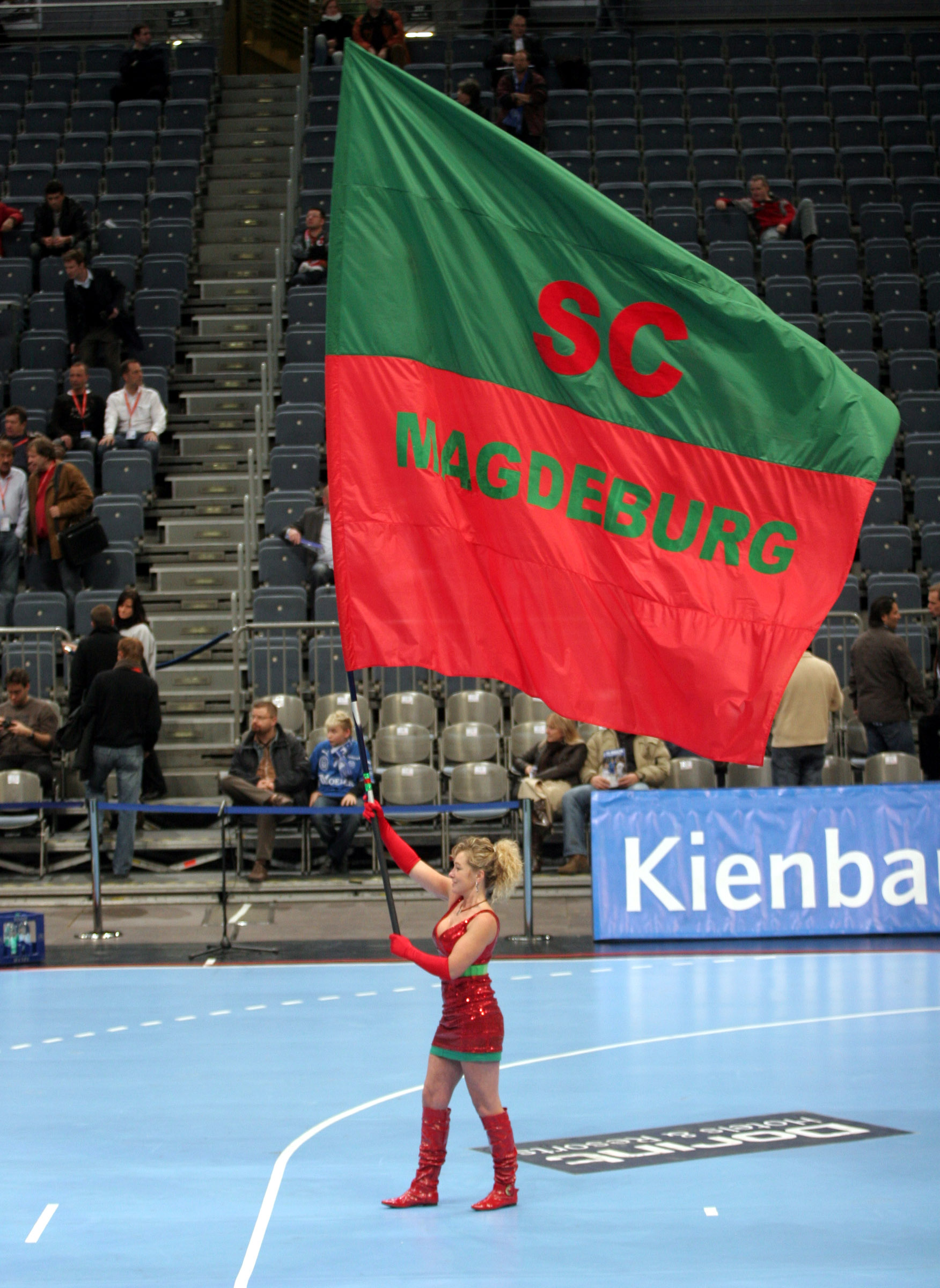
Le drapeau du SC Magdebourg avant un match de Bundesliga en 2008.

Depuis la réunification de l'Allemagne, le SC Magdebourg évolue en Bundesliga et ne parvient que ponctuellement à conserver le statut qu'il avait obtenu en Allemagne de l'Est.
Finissant tout de même troisième lors de sa première saison, le club dégringole ensuite à la neuvième place, position qu'il garda trois saisons d'affilée (1993-1995). La saison 1995-1996 est de meilleure facture puis le championnat est terminé à la sixième place et surtout le club s'impose en finale de la Coupe d'Allemagne face au TUSEM Essen et remporte ainsi son premier titre national. Si le club enchaine par une victoire en Supercoupe d'Allemagne au détriment du THW Kiel en début de saison 1996-1997, le club n'enrichit pas son palmarès les saisons suivantes. À la fin des années 1990, le club obtient de meilleurs résultats, terminant à la troisième place en championnat en 1998 et 2000 et remportant la Coupe de l'EHF en 1999. 
S'appuyant sur des joueurs comme Steffen Stiebler (de), Bennet Wiegert (de), Stefan Kretzschmar, Guéric Kervadec, Joël Abati ou Ólafur Stefánsson qui seront tous inscrits au Hall of Fame du club, le début des années 2000 marque alors l'apogée du club. Ainsi, lors de la saison 2000-2001, le SC Magdebourg remporte sa seconde Coupe de l'EHF et son premier titre de champion d'Allemagne, étant à ce jour (2017) le seul club de l'ex-Allemagne de l'Est à avoir été sacré champion d'Allemagne. Puis la saison 2001-2002 est commencée par deux victoires en Supercoupe d'Allemagne et en Supercoupe d'Europe et close par une deuxième place lors de la Coupe du monde des clubs et de la coupe d'Allemagne et surtout la victoire en Ligue des champions, mettant fin à 8 victoires consécutives de l'Espagne.
Après cette nouvelle période de succès, le SC Magdebourg ne parvient pas à se maintenir parmi les tout meilleurs clubs allemands et européens avec pour seuls titres la Supercoupe d'Europe en 2002 et la Coupe de l'EHF en 2007, le club ne parvenant pas à faire mieux qu'une 3e place en championnat en 2003 et 2005.
Au milieu des années 2010, le club retrouve un peu son lustre d'antan avec une 4e place en championnat en 2015 et une victoire en coupe d'Allemagne en 2016.
C'est au début des années 2020 que le club fait son retour au premier plan. Tout d'abord en Ligue européenne (C3) avec une victoire en 2021 suivie d'une défaite en finale en 2022. Puis lors de la Coupe du monde des clubs qu'il remporte en 2021 (en) et 2022 après avoir battu à chaque fois le FC Barcelone en finale.
Le titre de champion d'Allemagne en 2022, vingt-et-un ans après le premier, lui permet de retrouver la Ligue des champions pour la première fois depuis décembre 2005. Et ce retour est tonitruant puisque le club parvient à décrocher son deuxième titre, vingt-et-un ans là aussi après le premier, en écartant aux jets de 7 mètres le FC Barcelone, double tenant du titre, en demi-finale puis en battant 30 à 29 après prolongation le KS Kielce en finale.
La saison 2023-2024 débute par la troisième victoire consécutive à la Coupe du monde des clubs (en), continue par la victoire en Coupe d'Allemagne et le titre en Championnat et enfin par une nouvelle demi-finale en Ligue des champions.
Si la saison 2024-2025 est d'abord un peu décevante avec une défaite en finale de la Coupe du monde (en), une élimination en huitièmes de finale de la Coupe d'Allemagne et une phase de groupes de la Ligue des champions compliquée (6 victoires, 1 nul et 7 défaites), le club termine deuxième du Championnat à un point du Füchse Berlin puis remporte finalement sa cinquième Ligue des champions en s'imposant en demi-finale face au FC Barcelone puis en finale face au Füchse Berlin..

## Palmarès
En souligné les compétitions dans lesquelles le SC Magdebourg détient le record du nombre de titres remportés dans la compétition.
| Compétitions internationales | Compétitions nationales |
| - Coupe des clubs champions/Ligue des champions (C1) - Vainqueur (5) : 1978, 1981, 2002, 2023, 2025 - Coupe des vainqueurs de coupe (C2) - Finaliste (1) : 1977 et 1979 - Coupe de l'EHF/Ligue européenne (C3) - Vainqueur (4) : 1999, 2001, 2007, 2021 - Finaliste (2) 2005, 2022 - Coupe du monde des clubs - Vainqueur (3) : 2021 (en), 2022 et 2023 (en) - Finaliste (2) : 2002 et 2024 (en) - Coupe d'or de l'IHF/Supercoupe d'Europe - Vainqueur (3) : 1981, 2001, 2002 - Finaliste (2) : 1999, 2005 - Vainqueur de l'Eurotournoi (1) : 1998 | - Championnat d'Allemagne - Vainqueur (3) : 2001, 2022 et 2024 - Deuxième (2) : 2023 et 2025 - Coupe d'Allemagne - Vainqueur (3) : 1996, 2016, 2024 - Finaliste (5) : 2002, 2015, 2019, 2022, 2023 - Supercoupe d'Allemagne - Vainqueur (2) : 1996, 2001 - Finaliste (3) : 2016, 2022, 2024 - Championnat d'Allemagne de l'Est - Vainqueur (10, record) : 1970, 1977, 1980, 1981, 1982, 1983, 1984, 1985, 1988, 1991 - Deuxième (8) : 1971, 1974, 1975, 1976, 1978, 1979, 1986, 1989 - Coupe d'Allemagne de l'Est - Vainqueur (4) : 1977, 1978, 1984, 1990 - Finaliste (1) : 1981 - Championnat d'Allemagne de l'Est à onze (de) - Vainqueur (1) : 1967 (de) |

### Parcours détaillé
La section masculine a continuellement évolué au plus haut niveau, que ce soit en Championnat d'Allemagne de l'Est entre 1958 et 1991 (33 saisons) ou en Championnat d'Allemagne depuis 1991 (33e saison en 2024-2025).
| Saison    | Championnat | Coupe         | International*           |
| --------- | ----------- | ------------- | ------------------------ |
| 1958-1959 | 4e          | Pas de coupe  | néant                    |
| 1959-1960 | 5e          | Pas de coupe  | néant                    |
| 1960-1961 | 3e          | Pas de coupe  | Pas de compétition       |
| 1961-1962 | 3e          | Pas de coupe  | néant                    |
| 1962-1963 | 5e          | Pas de coupe  | néant                    |
| 1963-1964 | 3e          | Pas de coupe  | Pas de compétition       |
| 1964-1965 | 3e          | Pas de coupe  | néant                    |
| 1965-1966 | 5e          | Pas de coupe  | néant                    |
| 1966-1967 | 4e          | Pas de coupe  | néant                    |
| 1967-1968 | 6e          | Pas de coupe  | néant                    |
| 1968-1969 | 4e          | Pas de coupe  | Pas de compétition       |
| 1969-1970 | Champion    | Pas de coupe  | néant                    |
| 1970-1971 | 2e          | Pas de coupe  | C1 : 1/4 de finale       |
| 1971-1972 | 3e          | Pas de coupe  | néant                    |
| 1972-1973 | 3e          | Pas de coupe  | néant                    |
| 1973-1974 | 2e          | Pas de coupe  | néant                    |
| 1974-1975 | 2e          | Pas de coupe  | néant                    |
| 1975-1976 | 2e          | Pas de coupe  | néant                    |
| 1976-1977 | Champion    | Vainqueur     | C2 : Finale              |
| 1977-1978 | 2e          | Vainqueur     | C1 : Vainqueur           |
| 1978-1979 | 2e          | 3e            | C2 : Finale              |
| 1979-1980 | Champion    | 4e            | néant                    |
| 1980-1981 | Champion    | 2e            | C1 : Vainqueur           |
| 1980-1981 | Champion    | 2e            | Sup : Vainqueur          |
| 1981-1982 | Champion    | 4e            | C1 : 1/8 de finale       |
| 1982-1983 | Champion    | 3e            | C1 : 1/4 de finale       |
| 1983-1984 | Champion    | Vainqueur     | C1 : non inscrit (JO 84) |
| 1984-1985 | Champion    | 3e            | C1 : 1/8 de finale       |
| 1985-1986 | 2e          | 5e            | C1 : 1/4 de finale       |
| 1986-1987 | 3e          | 4e            | C3 : 1/4 de finale       |
| 1987-1988 | Champion    | 4e            | néant                    |
| 1988-1989 | 2e          | 3e            | C1 : Demi-finale         |
| 1989-1990 | 3e          | Vainqueur     | C3 : 1/4 de finale       |
| 1990-1991 | Champion    | 1/4 de finale | C2 : 1/8 de finale       |

Légende pour les compétitions internationales
- C1 : Coupe des clubs champions puis Ligue des champions,
- C2 : Coupe des vainqueurs de coupe,
- C3 : Coupe de l'IHF/EHF puis Ligue européenne,
- Sup : Supercoupe d'Europe,
- CM : Coupe du monde des clubs
- néant : non qualifié.

| Saison    | Championnat | Coupe                                | International*              |
| --------- | ----------- | ------------------------------------ | --------------------------- |
| 1991-1992 | 3e          | 1/8 de finale                        | néant                       |
| 1992-1993 | 9e          | 1/8 de finale                        | néant                       |
| 1993-1994 | 9e          | 1/4 de finale                        | néant                       |
| 1994-1995 | 9e          | 1/4 de finale                        | néant                       |
| 1995-1996 | 6e          | Vainqueur                            | néant                       |
| 1996-1997 | 9e          | 1/8 de finale                        | C2 : Demi-finale            |
| 1997-1998 | 3e          | 1/8 de finale                        | néant                       |
| 1998-1999 | 5e          | Demi-finale                          | C3 : Vainqueur              |
| 1999-2000 | 3e          | 1/4 de finale                        | Sup : finaliste             |
| 2000-2001 | Champion    | 1/4 de finale                        | C3 : Vainqueur              |
| 2001-2002 | 6e          | Finale                               | C1 : Vainqueur              |
| 2001-2002 | 6e          | Finale                               | Sup : Vainqueur             |
| 2001-2002 | 6e          | Finale                               | CM : Finaliste              |
| 2002-2003 | 3e          | 1/16 de finale                       | C1 : 1/4 de finale          |
| 2002-2003 | 3e          | 1/16 de finale                       | Sup : Vainqueur             |
| 2003-2004 | 4e          | Demi-finale                          | C1 : Demi-finale            |
| 2004-2005 | 3e          | 1/8 de finale                        | C3 : Finale                 |
| 2005-2006 | 4e          | Demi-finale                          | C1 : 1/8 de finale          |
| 2005-2006 | 4e          | Demi-finale                          | Sup : finaliste             |
| 2006-2007 | 6e          | 1/4 de finale                        | C3 : Vainqueur              |
| 2007-2008 | 8e          | 1/32 de finale                       | C2 : 1/4 de finale          |
| 2008-2009 | 7e          | 1/16 de finale                       | C3 : 1/8 de finale          |
| 2009-2010 | 11e         | 1/16 de finale                       | néant                       |
| 2010-2011 | 7e          | 1/4 de finale                        | néant                       |
| 2011-2012 | 6e          | 1/16 de finale                       | C3 : Demi-finale            |
| 2012-2013 | 8e          | 1/8 de finale                        | C3 : 1/4 de finale          |
| 2013-2014 | 8e          | 1/16 de finale                       | néant                       |
| 2014-2015 | 4e          | Finale                               | néant                       |
| 2015-2016 | 8e          | Vainqueur                            | C3 : 1/4 de finale          |
| 2016-2017 | 5e          | 1/8 de finale                        | C3 : 3e place               |
| 2017-2018 | 4e          | Demi-finale                          | C3 : 3e place               |
| 2018-2019 | 3e          | Finale                               | C3 : 3e tour (≈ 1/16 de f.) |
| 2019-2020 | 3e (arrêté) | 1/8 de finale (Jouée sur 2 saisons). | C3 : arrêtée en groupes     |
| 2020-2021 | 3e          | 1/8 de finale (Jouée sur 2 saisons). | C3 : Vainqueur              |
| 2021-2022 | Champion    | Finale                               | CM : Vainqueur (en)         |
| 2021-2022 | Champion    | Finale                               | C3 : Finale                 |
| 2022-2023 | 2e          | Finale                               | CM : Vainqueur              |
| 2022-2023 | 2e          | Finale                               | C1 : Vainqueur              |
| 2023-2024 | Champion    | Vainqueur                            | CM : Vainqueur (en)         |
| 2023-2024 | Champion    | Vainqueur                            | C1 : 4e                     |
| 2024-2025 | 2e          | 1/8 de finale                        | CM : finaliste (en)         |
| 2024-2025 | 2e          | 1/8 de finale                        | C1 : Vainqueur              |

## Effectifs

### Effectif actuel
L'effectif pour la saison 2024-2025 est :
- Gardiens de but
  - 01  Sergey Hernández
  - 80  Nikola Portner
- Pivots
  - 09  Tim Zechel
  - 23  Magnus Saugstrup
  - 54  Oscar Bergendahl
- Ailiers gauches
  - 06  Matthias Musche
  - 22  Lukas Mertens
- Ailiers droits
  - 03  Isak Persson
  - 11  Daniel Pettersson
  - 17  Tim Hornke
- Arrières gauches
  - 15  Antonio Serradilla
  - 20  Philipp Weber
  - 34  Michael Damgaard
- Arrières droits
  - 14  Ómar Ingi Magnússon
  - 21  Albin Lagergren
- Demi-centres
  - 07  Felix Claar
  - 08  Manuel Zehnder
  - 10  Gísli Þorgeir Kristjánsson
  - 24  Christian O'Sullivan
- Staff
  - Entraîneur :  Bennet Wiegert (de)
  - Adjoint :  Yves Grafenhorst

### Transferts
Transferts 2025
| - Arrivées - Elvar Örn Jónsson, demi-centre, en provenance du MT Melsungen - Sebastian Barthold, ailier gauche, en provenance d'Aalborg Håndbold | - Départs - Antonio Serradilla Cuenca, arrière gauche, à destination du TVB 1898 Stuttgart - Michael Damgaard, arrière gauche, destination inconnue - Isak Persson, ailier droit, destination inconnue |

### Effectif 2021-2022
L'effectif vainqueur du Championnat 2021-2022 était :

### Effectif 2001-2002
L'effectif vainqueur de la Ligue des champions 2001-2002 était, :

## Personnalités liées au club

### Hall of Fame
Quinze joueurs figurent au Hall of Fame (Temple de la renommée) du club. Les maillot de ces joueurs sont suspendus sur le côté ouest de la GETEC Arena.
- À la création :
  -  Günter Dreibrodt (de) : dans les années 1970-80
  -  Ernst Gerlach (de) : dans les années 1970-80
  -  Hartmut Krüger (de) : dans les années 1970-80
  -  Wieland Schmidt : de 1972 à 1989
  -  Hans-Jürgen Wende (de) : dans les années 1950
  -  Ingolf Wiegert (de) : dans les années 1970-80
- Promotion 2003 :
  -  Guéric Kervadec : de 1997 à 2002
  -  Ólafur Stefánsson : de 1998 à 2003
- Promotion 2004 :
  -  Wolfgang Lakenmacher (de) : de 1967 à 1977
- Promotion 2007 :
  -  Stefan Kretzschmar : de 1996 à 2007
  -  Joël Abati : de 1997 à 2007
- Promotion 2010 :
  -  Steffen Stiebler (de) : de 1989 à 2009
- Promotion 2015 :
  -  Bennet Wiegert (de) : de 1989 à 2004 et de 2007 à 2013
  -  Bartosz Jurecki : de 2006 à 2015
- Promotion 2023 :
  -  Marko Bezjak : de 2013 à 2023
- Promotion 2025 :
  -  Michael Damgaard : de 2015 à 2025

### Autres joueurs célèbres
- Karol Bielecki : de 2004 à 2007
- Fabian Böhm : de 2006 à 2010
- Johannes Bitter : de 2003 à 2007
- Henning Fritz : de 1988 à 2001, élu Meilleur handballeur mondial de l'année en 2004
- Christian Gaudin : 1999 à 2003
- Damien Kabengele : de 2007 à 2010
- Oleg Koulechov : 1999 à 2007
- Finn Lemke : de 2015 à 2017
- / Nenad Peruničić : de 2001 à 2004
- Oliver Roggisch : de 2005 à 2007
- Christian Sprenger : de 1998 à 2009

### Entraineurs
Depuis 1957, le SC Magdebourg a eu 16 entraîneurs :
| Entraîneur          | Nationalité | Début   | Fin     | Matchs |
| ------------------- | ----------- | ------- | ------- | ------ |
| Hans-Jürgen Wende   | Allemagne   | 1957    | 1962    | ?      |
| Bernhard Kandula    | Allemagne   | 1962    | 11/1967 | ?      |
| Klaus Miesner       | Allemagne   | 01/1968 | 01/1989 | ?      |
| Hartmut Krüger      | Allemagne   | 01/1989 | 1993    | ?      |
| Ingolf Wiegert      | Allemagne   | 1993    | 1994    | 34     |
| Lothar Doering      | Allemagne   | 1994    | 01/1999 | 135    |
| Peter Rost          | Allemagne   | 01/1999 | 1999    | 13     |
| Alfreð Gíslason     | Islande     | 1999    | 01/2006 | 226    |
| Ghiță Licu          | Roumanie    | 01/2006 | 06/2006 | 16     |
| Bogdan Wenta        | / Allemagne | 2006    | 11/2007 | 44     |
| Helmut Kurrat       | Allemagne   | 11/2007 | 01/2008 | 10     |
| Michael Biegler     | Allemagne   | 01/2008 | 12/2009 | 66     |
| Sven Liesegang      | Allemagne   | 01/2010 | 2010    | 16     |
| Frank Carstens      | Allemagne   | 2010    | 12/2013 | 78     |
| Uwe Jungandreas     | Allemagne   | 12/2013 | 2014    | 16     |
| Geir Sveinsson      | Islande     | 2014    | 12/2015 | 52     |
| Bennet Wiegert (de) | Allemagne   | 12/2015 | ...     |        |

## Infrastructure
Depuis 1997, le club joue ses matchs dans la GETEC Arena (Bördelandhalle jusqu'en 2011), située à Magdebourg et d'une capacité de 6600 places.

## Section féminine
Le club a aussi possédé une section féminine performante dans les années 1970 et 1980. Celle-ci a fusionné en 2000 avec le SV Fortuna Magdebourg pour former le HSC 2000 Magdeburg (de) qui disparait en 2014 sans être parvenu à retrouver l'élite.
| Compétitions internationales                             | Compétitions nationales                                                                                   |
| - Coupe des vainqueurs de coupe (C2) - Finaliste en 1983 | - Championnat de RDA - Vainqueur (1) : 1981 - Coupe de la Fédération est-allemande - Vainqueur (1) : 1976 |